# 1984-es magyar öttusabajnokság
Az 1984-es magyar öttusabajnokságot augusztus 21. és 24. között rendezték meg. A viadalt Fábián László nyerte meg, aki ezzel megvédte egyéni bajnoki címét. A csapatversenyt, amit az egyéni versenytől külön rendeztek meg Székesfehérváron, az Újpesti Dózsa nyerte.

## Eredmények

### Férfiak

#### Egyéni
| Hely | Név                | Klub          | Eredmény |
| ---- | ------------------ | ------------- | -------- |
| 1.   | Fábián László      | Bp. Honvéd    | 5392     |
| 2.   | Mizsér Attila      | Újpesti Dózsa | 5357     |
| 3.   | Buzgó József       | Bp. Honvéd    | 5269     |
| 4.   | Fáth Ferenc        | Újpesti Dózsa | 5237     |
| 5.   | Dobi Lajos         | Csepel SC     | 5228     |
| 6.   | Kurucz Csaba       | Csepel SC     | 5198     |
| 7.   | Pajor Gábor        | Csepel SC     | 5105     |
| 8.   | Szombathelyi Tamás | Újpesti Dózsa | 5103     |
| 9.   | Divéky Gábor       | Bp. Honvéd    | 5021     |
| 10.  | Kéri László        | Csepel SC     | 5009     |

#### Csapat
| Hely | Név                                                                | Klub                  | Eredmény |
| ---- | ------------------------------------------------------------------ | --------------------- | -------- |
| 1.   | Szombathelyi Tamás, Mizsér Attila, Fáth Ferenc, Kálnoki Kis Attila | Újpesti Dózsa         | 19 482   |
| 2.   | Buzgó József, Császári Attila, Fábián László, Divéky Gábor         | Bp Honvéd             | 19 225   |
| 3.   | Kéri László, Kurucz Csaba, Dobi Lajos, Pajor Gábor                 | Csepel SC             | 19 011   |
| 4.   |                                                                    | Gödöllői EAC          | 18 567   |
| 5.   |                                                                    | MAFC                  | 17 831   |
| 6.   |                                                                    | Székesfehérvári Volán | 17 567   |